# Alpina faucium
Alpina faucium är en fjärilsart som beskrevs av Jules Favre 1905. Alpina faucium ingår i släktet Alpina och familjen mätare. Inga underarter finns listade i Catalogue of Life.